# Hedvig Lindahl
Rut Hedvig Lindahl (Katrineholm, 29 de abril de 1983) es una futbolista sueca. Juega como portera en el Djurgårdens IF de la Primera División de Suecia. Es internacional absoluta con Suecia con la que debutó en 2002. 
Ha representado a su país en 5 Mundiales, en los que logró la medalla de plata en 2003 sin llegar a jugar y dos medallas de bronce en 2011 y 2019. Ha sido olímpica en 5 ocasiones, y obtuvo una medalla de plata en los Juegos de Río de Janeiro y en los Juegos de Tokio. Ha participado en 4 Eurocopas.
Ha ganado dos Premier leagues, dos FA Cups y una Spring Series con el Chelsea y una bundesliga y una Copa de Alemania con el Wolfsburgo. En Suecia ganó dos Copas con el  Linköpings. Con el Atlético de Madrid ha ganado una Supercopa de España.
En 2019 estuvo nominada al Premio The Best como mejor portera, y ha sido elegida dos veces mejor jugadora de Suecia y en múltiples ocasiones mejor portera de Suecia.

## Trayectoria

### Inicios
Tras jugar tanto como delantera como de portera y probar otros deportes como la gimnasia y el atletismo, decidió enfocarse en ser guardameta profesional a la edad de 13 años. Fue seleccionada para jugar en la selección de la región de Södermanland, y a los 16 años participó en un campamento de jugadoras de élite en Halmstad y fue elegida como mejor portera e incluida en el All-Star.
Debutó en un equipo sénior a los 14 años al unirse al DFK Värmbol en 1997, de la cuarta división sueca. Tras dos temporadas, y con el objetivo de poder compaginar sus estudios de secundaria y progresar en su carrera, pasó a jugar en el Tunafors SK de la segunda división. En el TSK compitió por el puesto con porteras de mayor nivel y le costó hacerse con el puesto de titular. En el año 2000 quedaron campeonas de su división y lograron el ascenso a la máxima categoría, pero Elisabeth Leidinge  le hizo una oferta para jugar con el Malmö y dejó el equipo.

### Consagración en Suecia

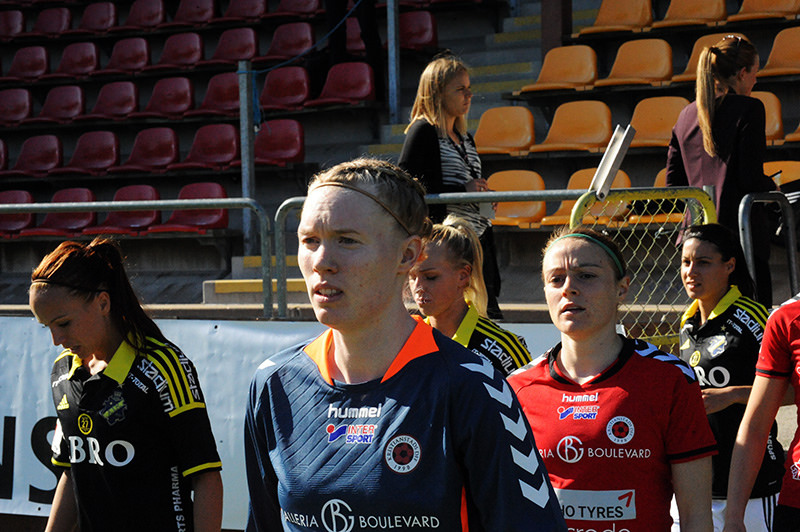
Hedvig Lindahl con el Kristianstads DFF en 2013

En el Malmö jugaba Caroline Jönsson, la portera titular de la selección de Suecia, por lo que Lindahl apenas dispuso de minutos en las tres temporadas que permaneció en el equipo, entre 2001 y 2003. Las dos primeras temporadas fueron subcampeonas. En 2003 se fue cedida al IF Trion, que quedó colista y descendió a Segunda División.
En 2004 fichó por el  Linköpings, donde permaneció cinco años. En 2004 acabaron en sexto lugar del campeonato, en 2005 en cuarta posición, en 2006 en tercer lugar y ganaron la Copa de Suecia. En 2007 fueron sextas y en 2008 subcampeonas de liga y volvieron a ganar la Copa de Suecia.
En 2009 pasó a jugar con el Kopparbergs/Göteborg FC, donde quedaron cuartas a cuatro puntos del campeón, su exequipo, en la primera temporada y subcampeonas a 11 del Malmö en la segunda. Jugó en total 43 partidos y en 21 de ellos logró mantener su portería a cero. Sin embargo, tras la segunda temporada el entrenador Torbjörn Nilsson decidió no contar con ella para la siguiente temporada. En 2011 fichó por el Kristianstads DFF, donde permaneció cuatro temporadas, quedando siempre en la mitad o zona baja de la clasificación.

### Trayectoria en el extranjero

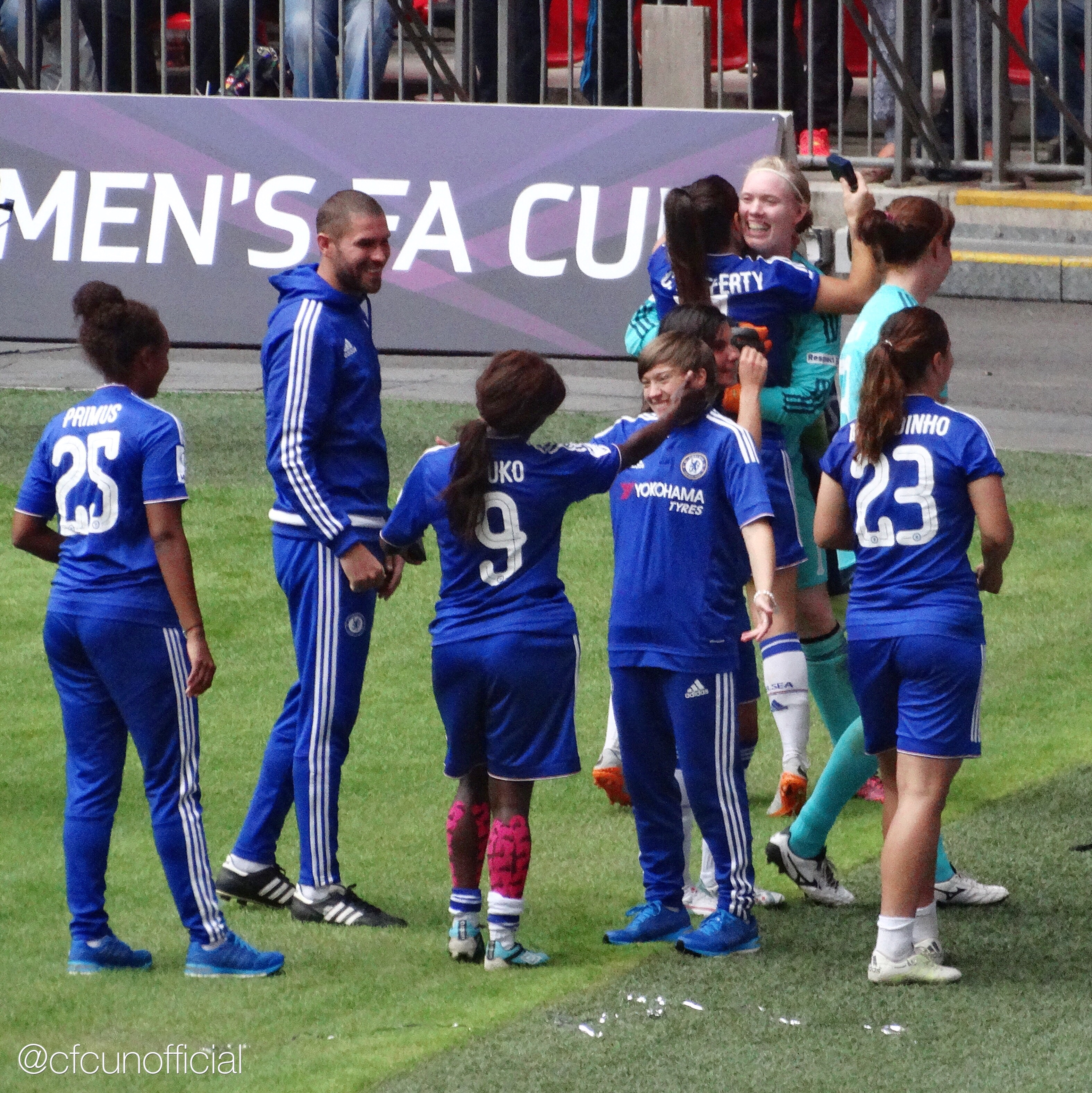
Jugadoras del Chelsea celebran el primer título del club

En diciembre de 2014 fichó por el Chelsea. Su entrenadora, Emma Hayes valoró su fichaje calificándola como una portera de clase mundial y cuya experiencia era fundamental. Posteriormente afirmó que era la mejor portera de la liga tras mantener su portería imbatida en cuatro de los primeros cinco partidos. En agosto de 2015 ganaron la FA Cup al ganar 1-0 al Notts County en Wembley. En octubre de ese mismo año se hicieron con el doblete al conquistar la liga tras ganar 4-0 sobre el Sunderland. En la Liga de Campeones fueron eliminadas en octavos de final por el Wolfsburgo. Lindahl fue la portera menos goleada de la WSL, y fue elegida mejor jugadora sueca del año. También fue elegida en el equipo ideal de la liga y nominada a mejor jugadora del año por la Professional Footballers’ Association (PFA).
En 2016 fueron subcampeonas de liga y copa.  En la Liga de Campeones volvieron a caer ante el Wolfsburgo, esta vez en dieciseisavos de final. No jugó en la primera ronda de la Copa de la Liga en la que fueron eliminadas por penaltis por London Bees. A pesar de no repetir los títulos del año anterior, su buen desempeño con el equipo y su actuación estelar en los Juegos Olímpicos, en los que metió a Suecia en la final al detener varios penaltis en los cuarto de final y semifinales, le ayudaron a volver a ser nombrada mejor jugadora sueca del año. También estuvo nominada por la BBC a mejor jugadora mundial del año,  y para formar parte del equipo mundial del año por FIFPro.
En 2017 sólo pudo jugar los dos primeros partidos de la Spring Series, una competición puente de la FA Women's Super League que unió la temporada 2016 (VI Edición) con la de 2017-18 (VII Edición), de la que fueron campeonas. En la Copa cayeron en semifinales, partido que no jugó por no estar recuperada de su lesión.
En la temporada 2017-18 volvieron a lograr el doblete de liga y FA Cup,  mientras que en la WSL Cup fueron eliminadas por el Manchester City. En la Liga de Campeones tuvo un papel fundamental en los octavos de final en los que eliminaron al  Bayern de Múnich,  y alcanzaron las semifinales, donde por tercera temporada consecutiva el Wolfsburgo fue su verdugo. En 2017 fue elegida mejor portera sueca por séptima vez. Durante la temporada logró mantener su puerta a cero en 12 de los 23 encuentros que jugó, y en abril de 2018 fue elegida como mejor portera por FIFPro.
En la temporada 2018-19 fueron terceras en liga, y eliminadas por el Manchester City tanto en la FA Cup como en la WSL Cup. En la Liga de Campeones alcanzaron de nuevo las semifinales, en las que cayeron ante el Olympique de Lyon. 
En 2019 fichó por el Wolfsburgo, Volvió a ser nominada para el 11 ideal de FIFPro, debido principalmente a su buen papel en el Mundial de Francia, aunque esta vez no ganó el premio. Con el club alemán fue titular habitual hasta el parón de la competición provocado por la pandemia de COVID-19. Al regreso a la competición ya se había anunciado que no continuaría la siguiente temporada en el equipo y el entrenador optó por dar minutos a Friederike Abt. En dicha temporada lograron ganar el doblete de Bundesliga y Copa. En la Liga de Campeones el club germano alcanzó la final. Lindahl fue titular hasta los octavos de final y cuando se disputaron los cuartos de final ya pertenecía al Atlético de Madrid.

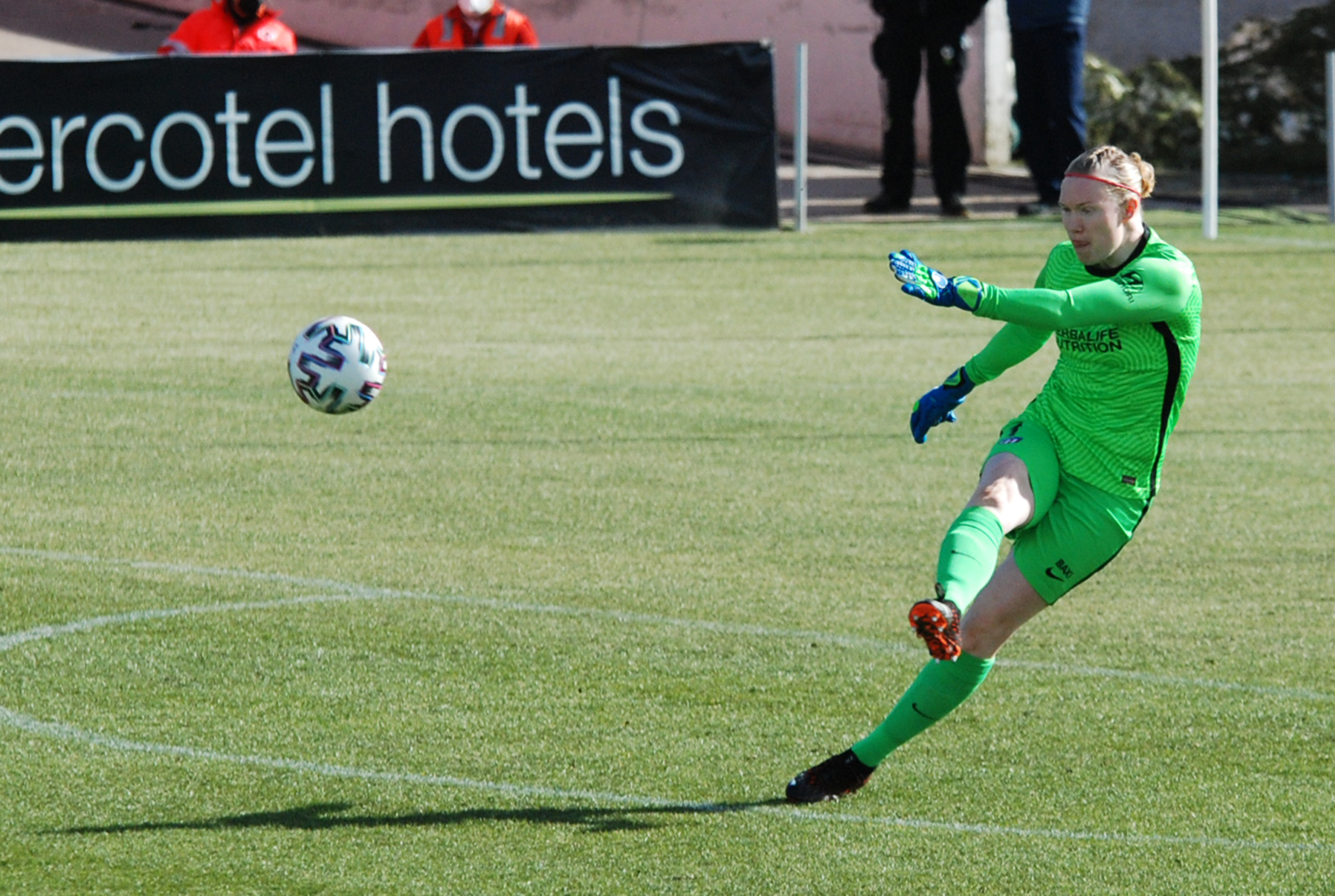
Hedvig Lindahl jugando con el Atlético de Madrid

El 7 de julio de 2020 fichó por el Atlético de Madrid. Debutó con el cuadro rojiblanco el 21 de agosto en los cuartos de final de la Liga de Campeones, donde fue una de las jugadoras más destacadas, aunque perdieron por 1-0 ante el Barcelona.
Antes de comenzar la temporada 2020-21 sufrió una lesión en la rodilla derecha Ligamento cruzado anterior, que le impidió comenzar la competición liguera. A final de año fue nominada a los premios The Best en la categoría de mejor guardameta y elegida en la preselección de FIFPro. Al ser nominada declaró que sus mejores atributos eran su explosividad física y su obstinación. Tras su recuperación tuvo un papel estelar en la semifinal de la Supercopa ante el F. C. Barcelona, logrando el pase a la final, que ganaron cómodamente al Levante en la final.  Sin embargo en los siguientes partidos los resultados fueron irregulares, y perdieron los duelos directos ante Levante y Real Madrid, lo que las alejó de los puestos que dan acceso a la competición europea, y Lindahl perdió la titularidad. En la Liga de Campeones fueron eliminadas en octavos de final por el Chelsea en una eliminatoria en la que las londinenses jugaron casi todo el partido de ida con 10 jugadoras y las colchoneras no transformaron 3 penaltis, perdiendo por un global de 3-1. En la Copa de la Reina alcanzaron la semifinal, en un partido dominado por las colchoneras cayeron en el último minuto ante el Levante. tras ese partido el entrenador volvió a elegir a Lindahl como guardameta titulary el equipo retomó el buen juego y los resultados, pero sólo les alcanzó para finalizar la temporada en cuarta posición, que las clasificó para jugar la siguiente edición de la Supercopa de España, pero que no les otorgó plaza para jugar la Liga de Campeones.
En la temporada 2021-22 disputó el puesto con Lola Gallardo. El entrenador las rotó a principio de temporada. El 22 de noviembre fue nominada de nuevo al Premio The Best en la categoría de mejor portera. Tras la pugna por el puesto en las primeras jornadas acabó cediendo la titularidad ante Lola Gallardo tras encajar 7 goles en la final de la Supercopa ante el Barcelona, y sólo disputó dos encuentros más en Copa de la Reina y liga antes de terminar la temporada. A final de temporada se anunció que no seguiría en el equipo.

### Retorno a Suecia
El 12 de julio de 2022 el Djurgårdens IF anunció su fichaje.

## Selección nacional

### Categorías inferiores
Lindahl ha formado parte de las selecciones juveniles de Suecia desde 1998, cuando fue elegida en el All Star de las jugadoras nacidas en 1983.  Debutó con la Selección Sub-17 el 19 de mayo de 2000 en un amistoso contra Noruega.
Con la Sub-19 jugó su primer partido en 2001, con victoria por 1-0 en un amistoso contra Alemania. Su primer partido de carácter oficial lo disputó el 2 de mayo de 2002 con la selección Sub-19 ante España, en la fase de grupos del Campeonato Europeo, que se celebró en Suecia, y en el que perdieron por 1-0, con gol de Erika Vázquez. Posteriormente empataron ante Francia sin goles y perdieron ante Alemania por 1-0, por lo que quedaron eliminadas del campeonato.
Posteriormente alternó convocatorias de amistosos de la selección sub-21 con la selección absoluta.

### Selección absoluta

#### Inicio y primeras convocatorias (2002-2006)
En 2002 debutó con la selección sueca en un amistoso en La Manga en el que Suecia goleó 5-0 a Inglaterra. A pesar de ser suplente en su club fue entrando en las convocatorias de la selección y disponiendo de oportunidades en partidos amistosos. Fue parte de la convocatoria de la Selección en el Mundial de 2003, en el que Suecia alcanzó la final en la que fue derrotada por Alemania, aunque no llegó a jugar. También formó parte de la convocatoria de los Juegos Olímpicos de Atenas en 2004.
Su primer partido oficial fue el 2 de octubre de 2004, con empate a un gol ante Finlandia, en el último partido de la fase de clasificación para la Eurocopa de 2005, para la que Suecia ya estaba clasificada. En la preparación para la fase final alternó con la portera titular Caroline Jönsson, y acabó haciéndose con la titularidad en el campeonato. En el primer encuentro empataron con Dinamarca a un gol. En el segundo partido volvieron a empatar, esta vez a cero ante Finlandia, en un encuentro que dominaron las suecas pero en las que Lindahl tuvo un par de actuaciones destacads. Con tan dos puntos Suecia estaba obligada a vencer a Inglaterra en el último partido de la fase de grupos. Suecia se adelantó pronto en el marcador y a pesar de las arremetidas inglesas defendieron el resultado hasta el final y se clasificaron como primeras de grupo. Suecia de enfrentó a Noruega en la semifinal. Noruega se adelantó en el primer tiempo aprovechando una mala salida de Lindahl. Suecia empató inmediatamente, y Noruega volvió a adelantarse en la segunda mitad. En el minuto 74 Lindahl evitó el 3-1 al desviar un cabezazo con las punta de los dedos, y a punto de concluir el partido Hanna Ljungberg logró la igualada. Sin embargo en la prórroga Solveig Gulbrandsen marcó el gol de la victoria noruego que eliminó a Suecia.
Tras la Eurocopa fue titular en el primer partido de clasificación para el Mundial contra Islandia (2-2), pero el resto de los partidos de clasificación los jugó Caroline Jönsson. Jönsson se lesionó de gravedad antes del inicio del Mundial, lo que permitió a Lindahl recuperar su puesto en el once en la fase final del campeonato a pesar de que la favorita para hacerse con ese puesto era Sofia Lundgren. Lindahl debutó en el Mundial el 11 de septiembre de 2007 con empate a uno ante Nigeria. En el segundo partido cometió un error en una salida que acabó en un penalti y fueron derrotadas por Estados Unidos por 2-0. posteriormente declaró que se había lesionado el pie durante el partido y no debió haber permanecido en el terreno de juego. En el tercer partido vencieron a Corea del Norte por 2-1, resultado insuficiente para pasar a la siguiente ronda por peor diferencia de goles que las norcoreanas.

#### Titularidad (2007-2012)

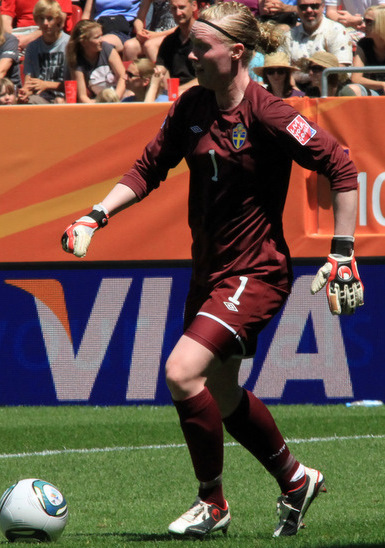
Lindahl en el Mundial de 2011

Tras el Mundial Lindahl se asentó como titular, pero en enero de 2007 sufrió una rotura de ligamentos cruzados. En noviembre de 2007 Suecia jugó un play-off con Dinamarca para definir qué selección iría a los Juegos Olímpicos. Suecia se impuso al ganar 2-4 en Dinamarca y 3-1 en Suecia. Lindahl jugó ambos partidos. En 2008 representó a Suecia en los Juegos Olímpicos de Pekín, disputando todos los minutos del torneo. En su partido de debut perdieron 2-1 ante las anfitrionas. Posteriormente vencieron 1-0 a Argentina, y 2-1 a Canadá, con una intervención providencial de Lindahl ante Diana Matheson. Tras clasificarse como segundas de grupo fueron eliminadas en los cuartos de final por Alemania en la prórroga, tras una gran actuación de Lindahl para mantener su portería a cero en los 90 primeros minutos. El Informe Técnico de la FIFA destacó las actuaciones de Lindahl y la señaló como una de las jugadoras claves del equipo, definiéndola como una «guardameta de buena ubicación y manos seguras, hábil en la distribución del balón».
En la clasificación para la Eurocopa Jönsson y Lindahl jugaron 4 encuentros cada una, sin recibir ningún gol ninguna de las dos. El seleccionador eligió a Lindahl como portera titular en el torneo final que se disputó en verano de 2009. Tras 8 competiciones sin debutar ganando Suecia derrotó por 3-0 a Rusia, en un partido sin complicaciones para Lindahl. Igualmente tranquilo fue el segundo encuentro ante Italia, que resolvieron al ganar por 2-0. En el último encuentro ante Inglaterra tuvo más trabajo. Inglaterra se adelantó en un cabezazo de Ellen White, que superó en su salto a Lindahl, y tras empatar el encuentro Lindahl fue decisiva al detener dos peligrosos disparos de Kelly Smith. Noruega volvió a ser verdugo de las suecas en los cuartos de final. Se adelantaron con dos goles en la primera parte, fruto de un rechace de la defensa y un remate a bocajarro de Anneli Giske y Suecia no pudo completar la remontada, perdiendo por 3-1.
Disputó 7 de los 8 partidos en la fase de grupos de la fase de clasificación para el Mundial, siendo sólo suplente en el último partido en el que ya estaban clasificadas y en el que jugó Sofia Lundgren. Suecia avanzó a la eliminatoria en el que se enfrentaron a Dinamarca.  En el partido de ida ganaron 2-1, en un partido dominado por Suecia en el que Dinamarca aprovechó un rechace para recortar la diferencia y en el que Lindahl evitó el empate en el tiempo de descuento. En el partido de vuelta Dinamarca remontó la eliminatoria y se puso por delante al ganar por 2-0 al descanso pero Charlotte Rohlin forzó la prórroga en la segunda mitad y marcó el gol que dio la clasificación para la fase final del Mundial.
En la fase final del Mundial de 2011, que se disputó en Alemania, disputó todos los minutos. Vencieron por 1-0 a Colombia en el que las cafeteras no inquietaron a Lindahl. En el segundo encuentro vencieron por idéntico resultado a Corea del Norte. En el último partido de la fase de grupos derrotaron por 2-1 a Estados Unidos, con varias acciones destacables de Lindahl, y acabaron con una racha de 17 partidos sin perder en las Copas Mundiales de las norteamericanas. Se clasificaron invictas para los cuartos de final y Lindahl empezó a ser nombrada como una de las candidatas a ser nombrada mejor portera del torneo.
En los cuartos de final eliminaron a Australia por 3-1. En la semifinal perdieron ante Japón por 1-3, con dos errores de Lindahl en sendas salidas que permitieron a las niponas adelantarse e incrementar su ventaja. Las críticas tras el partido le provocaron una crisis nerviosa antes del partido por el tercer y cuarto puesto, que ganaron por 2-1 a Francia. En su Informe Técnico la FIFA destacó su desplazamiento en largo de balón y su colocación y la señaló como una de las jugadoras claves de la selección sueca, definiéndola como «imponente arquera muy segura en las salidas en busca del balón.»
En 2012 volvió a representar a Suecia en los Juegos Olímpicos, de nuevo siendo la portera titular. En el primer partido encajó un gol desde el centro del campo pero golearon Sudáfrica (4-1). En el segundo partido fue una de las jugadoras más destacadas del encuentro en el que se reencontraron con Japón, empatando sin goles. En el tercer encuentro de la fase de grupos empataron a dos contra Canadá. Quedaron primeras de su grupo pero fueron eliminadas en los cuartos de final, donde Francia se tomó la revancha del Mundial del año anterior y eliminó al conjunto sueco tras ganar por 2-1.

#### Lesión y medalla olímpica (2013-2016)

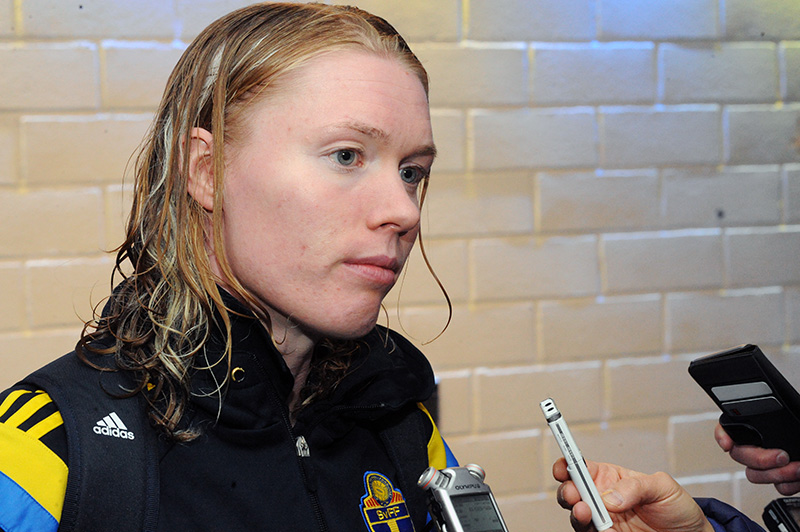
Lindahl atendiendo a los medios de comunicación en abril de 2015

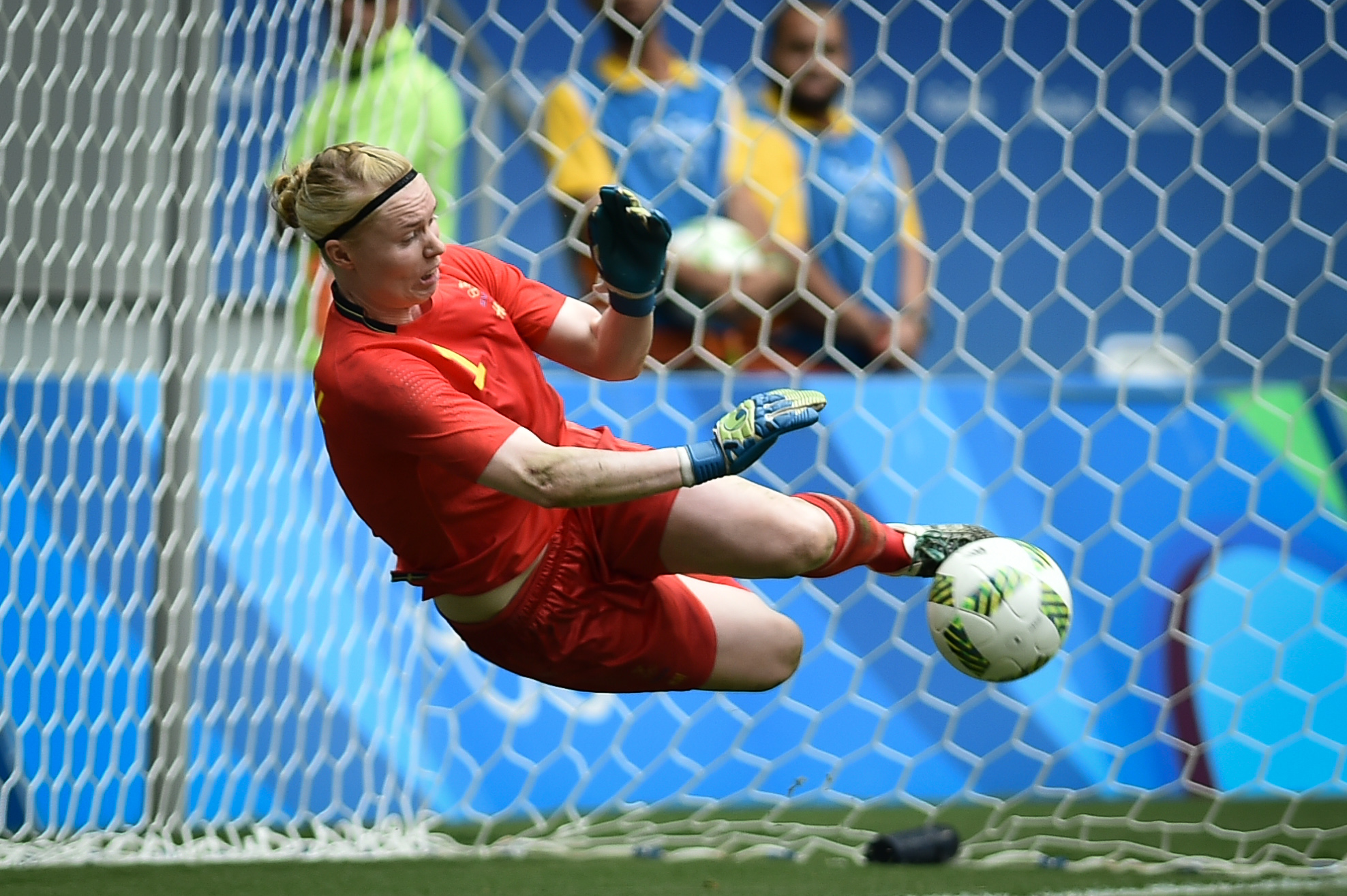
Lindahl deteniendo un penalti en los Juegos Olímpicos de 2016

Volvió a sufrir una grave lesión de ligamento cruzado, y aunque fue convocada para disputarla, fue suplente de Kristin Hammarström en el torneo, en el que Suecia alcanzó las semifinales en las que cayeron ante Alemania.
En la fase de clasificación para el Mundial empezó jugando Hammarström. Lindahl reapareció en el segundo partido ante Bosnia y Hammarström jugó el tercero, pero anunció su retirada del fútbol. A partir del cuarto encuentro Lindahl volvió a ser la guardameta titular. En la fase final del Mundial cosecharon tres empates. Primero ante Nigeria (3-3), luego ante Estados Unidos (0-0), partido en el que fue nombrada mejor jugadora, y finalmente ante Australia (1-1). Con tres puntos quedaron en tercera posición del grupo y tuvieron que esperar al resultado de los partidos del resto de los grupos para certificar su paso a los octavos de final. A pesar de sus buenas intervenciones en la siguiente fase fueron goleadas por Alemania (4-1).
En 2016 Suecia logró la tercera plaza europea para disputar los Juegos Olímpicos en un mini-torneo disputado en marzo. En los Juegos Olímpicos de Río de Janeiro tuvieron un papel discreto en la fase de grupos. Lindahl tuvo un debut tranquilo en la victoria por 1-0 a Sudáfrica. En el segundo encuentro fueron goleadas por 5-1 por Brasil. En el último partido empataron a 0 ante China, resultado que permitía a ambas pasar a cuartos de final. En los cuartos de final empataron a uno contra Estados Unidos, y pasaron a semifinales en la tanda de penaltis gracias a que Lindahl detuvo el lanzamiento de Alex Morgan. En la semifinal Lindahl volvió a ser la heroína ante Brasil. Suecia se dedicó a defender y lograron acabar con un empate a cero, y pasar a la final en la tanda de penaltis, con dos paradas de Lindahl. En la final fueron derrotadas por Alemania y lograron la medalla de plata. En el Informe Técnico que la FIFA publicó tras el campeonato de nuevo destacó su distribución de balón y la nominó como una de las jugadoras claves del equipo sueco, y la definió como una «portera con magníficos reflejos, buena ubicación y cobertura del área.»

#### Últimos años  y nueva medalla (2017-2022.)
Se clasificaron para la fase final de la Eurocopa de 2017 como campeonas de grupo. En el torneo final empataron a cero contra las campeonas olímpicas, Alemania. En el segundo partido se impusieron de forma solvente a Rusia (2-0). En el último partido de la fase de grupos cayeron ante Italia (3-2) y quedaron segundas en su grupo. En los cuartos de final cayeron ante las anfitrionas, Países Bajos.
En la fase de clasificación para el Mundial sólo encajó dos goles en ocho partidos y se clasificaron como campeonas de su grupo. En 2019 jugó su quinto Mundial. 
Ganaron a Chile por 2-0 en un partido que dominaron pero que se les resistió el gol hasta bien entrada la segunda parte, una vez que el partido se había tenido que detener temporalmente por una tormenta eléctrica. Volvieron a ganar en su segundo encuentro ante Tailandia (5-1). En el último partido de la fase de grupos el seleccionador dio descanso a varias titulares y perdieron ante Estados Unidos por 2-0. Acabaron en segunda posición de su grupo. En octavos de final fue providencial. Lindahl paró un penalti y ganaron a Canadá por uno a cero, y fue elegida mejor jugadora del encuentro. En cuartos de final eliminaron a Alemania (2-1). En semifinales llegaron a la prórroga sin goles ante Países Bajos en un partido en el que destacaron tanto Lindahl como Sari van Veenendaal, pero finalmente las neerlandesas marcaron un gol y se clasificaron para la final. En el partido por el tercer y cuarto puesto ganaron a Inglaterra (2-1), consiguiendo la medalla de bronce. Tras el campeonato declaró: «No es ningún secreto que hay países que invierten mucho más que nosotras. Tenemos que trabajar aún más duro para poder jugar a este nivel. Es el mismo resultado que en 2011, pero personalmente, me parece que he jugado mejor esta vez. También creo que, hace ocho años, Suecia probablemente estaba más avanzada competitivamente que otros países, y ahora muchos nos han adelantado. En ese sentido, este bronce es un logro más importante. Me hace sentir muy orgullosa.»
El 29 de junio de 2021 fue incluida en la convocatoria de Suecia para disputar los Juegos Olímpicos de Tokio 2020, que se habían retrasado a 2021 debido a la pandemia de Covid-19. Fue titular en todos los partidos con la excepción del tercer partido de la fase de grupos, en las que ya estaban clasificadas para la siguiente fase. En el primer encuentro que disputaron ante los Estados Unidos ganaron por 3-0, y en el segundo ganaron por 4-2 ante Australia. Ya clasificadas para los cuartos de final, no jugó el último encuentro de la fase de grupos. En los cuartos de final, en los que ganaron por 3-1 a las anfitrionas. En la semifinal volvieron a enfrentarse a Australia, ganando por 1-0. En la final contra Canadá se adelantaron en la primera parte pero las canadienses igualaron el partido y las medallas se decidieron en la tanda de penaltis. Lindahl tuvo una buena actuación deteniendo dos de los lanzamientos, pero no fue suficiente para ganar el encuentro y como cinco años atrás lograron la medalla de plata.

En septiembre de 2021 se inició la clasificación para el Mundial de 2023. Lindahl sumó su 82.º partido internacionales sin encajar un gol en la segunda jornada ante Georgia, superando a Nadine Angerer ey sólo quedando por detrás de Hope Solo.

## Estadísticas

### Clubes
Actualizado al último partido jugado el 13 de marzo de 2022.
| Club | Div.          | Temporada     | Liga  | Liga  | Liga   | Copas nacionales(1) | Copas nacionales(1) | Copas nacionales(1) | Copas internacionales(2) | Copas internacionales(2) | Copas internacionales(2) | Total | Total | Total  | Media goleadora(3) |
| Club | Div.          | Temporada     | Part. | Goles | Asist. | Part.               | Goles               | Asist.              | Part.                    | Goles                    | Asist.                   | Part. | Goles | Asist. | Media goleadora(3) |
| --- | ------------- | ------------- | ----- | ----- | ------ | ------------------- | ------------------- | ------------------- | ------------------------ | ------------------------ | ------------------------ | ----- | ----- | ------ | ------------------ |
| Malmö FF · Suecia |               |               |       |       |        |                     |                     |                     |                          |                          |                          |       |       |        |                    |
| 1.ª | 2001          |               |       |       |        |                     |                     |                     |                          |                          |                          |       |       |        |                    |
| 1.ª | 2002          |               |       |       |        |                     |                     |                     |                          |                          |                          |       |       |        |                    |
| 1.ª | 2003          |               |       |       |        |                     |                     | 2                   |                          |                          |                          |       |       |        |                    |
| Total club | Total club    |               |       |       |        |                     |                     | 2                   |                          |                          |                          |       |       |        |                    |
| IF Trion · Suecia |               |               |       |       |        |                     |                     |                     |                          |                          |                          |       |       |        |                    |
| 1.ª | 2003          |               |       |       |        |                     |                     |                     |                          |                          |                          |       |       |        |                    |
| Total club |               |               |       |       |        |                     |                     |                     |                          |                          |                          |       |       |        |                    |
| Linköpings FC · Suecia |               |               |       |       |        |                     |                     |                     |                          |                          |                          |       |       |        |                    |
| 1.ª | 2004          |               |       |       |        |                     |                     |                     |                          |                          |                          |       |       |        |                    |
| 1.ª | 2005          |               |       |       |        |                     |                     |                     |                          |                          |                          |       |       |        |                    |
| 1.ª | 2006          |               |       |       |        |                     |                     |                     |                          |                          |                          |       |       |        |                    |
| 1.ª | 2007          |               |       |       |        |                     |                     |                     |                          |                          |                          |       |       |        |                    |
| 1.ª | 2008          | 22            |       |       |        |                     |                     |                     |                          |                          |                          |       |       |        |                    |
| Total club | Total club    | 22+           |       |       |        |                     |                     |                     |                          |                          |                          |       |       |        |                    |
| Kopparbergs/Göteborg FC · Suecia |               |               |       |       |        |                     |                     |                     |                          |                          |                          |       |       |        |                    |
| 1.ª | 2009          | 22            | -21   |       | 1      |                     |                     |                     |                          |                          | 23                       |       |       |        |                    |
| 1.ª | 2010          | 21            | -16   |       | 1      |                     |                     |                     |                          |                          | 22                       |       |       |        |                    |
| Total club | Total club    | 43            | -37   |       | 2      |                     |                     |                     |                          |                          | 45                       |       |       |        |                    |
| Kristianstads DFF · Suecia |               |               |       |       |        |                     |                     |                     |                          |                          |                          |       |       |        |                    |
| 1.ª | 2011          | 22            | -27   |       | 1      | -3                  |                     |                     |                          |                          | 23                       | -30   |       | 1.30   |                    |
| 1.ª | 2012          | 17            | -29   |       | 3      | -4                  |                     |                     |                          |                          | 20                       | -33   |       | 1.65   |                    |
| 1.ª | 2013          | 18            | -36   |       | -      | -                   |                     |                     |                          |                          | 18                       | -36   |       | 2.00   |                    |
| 1.ª | 2014          | 18            | -14   |       | 4      | -5                  |                     |                     |                          |                          | 22                       | -19   |       | 0.86   |                    |
| Total club | Total club    | 75            | -106  |       | 8      | -12                 |                     |                     |                          |                          | 83                       | -118  |       | 1.42   |                    |
| Chelsea Inglaterra |               |               |       |       |        |                     |                     |                     |                          |                          |                          |       |       |        |                    |
| 1.ª | 2015          | 14            | -8    |       | 1      | -1                  |                     | 4                   | -4                       |                          | 19                       | -13   |       | 0.68   |                    |
| 1.ª | 2016          | 11            | -13   |       | -      | -                   |                     | 2                   | -4                       |                          | 13                       | -17   |       | 1.31   |                    |
| 1.ª | 2017-18       | 11            | -8    |       | 2      | -1                  |                     | 8                   | -8                       |                          | 21                       | -17   |       | 0.81   |                    |
| 1.ª | 2018-19       | 9             | -5    |       | 2      | -3                  |                     | 3                   | 0                        |                          | 14                       | -8    |       | 0.57   |                    |
| Total club | Total club    | 45            | -34   |       | 5      | -5                  |                     | 17                  | -16                      |                          | 67                       | -55   |       | 0.82   |                    |
| Wolfsburgo · Alemania |               |               |       |       |        |                     |                     |                     |                          |                          |                          |       |       |        |                    |
| 1.ª | 2019-20       | 17            | -7    |       | 1      | -1                  |                     | 3                   | 0                        |                          | 21                       | -8    |       | 0.38   |                    |
| Total club | Total club    | 17            | -7    |       | 1      | -1                  |                     | 3                   | 0                        |                          | 21                       | -8    |       | 0.38   |                    |
| Atlético de Madrid · España |               |               |       |       |        |                     |                     |                     |                          |                          |                          |       |       |        |                    |
| 1.ª | 2019-20       | -             | -     | -     | -      | -                   | -                   | 1                   | -1                       |                          | 1                        | -1    |       | 1.00   |                    |
| 1.ª | 2020-21       | 13            | -14   |       | 2      | -1                  |                     | 2                   | -3                       |                          | 17                       | -18   |       | 1.06   |                    |
| 1.ª | 2021-22       | 8             | -4    |       | 2      | -9                  |                     |                     |                          |                          | 10                       | -13   |       | 1.30   |                    |
| Total club | Total club    | 21            | -18   |       | 4      | -10                 |                     | 3                   | -4                       |                          | 28                       | -32   |       | 1.14   |                    |
| Total carrera | Total carrera | Total carrera | 223+  |       |        | 20+                 |                     |                     | 25                       |                          |                          | 268+  |       |        |                    |
| (1) Incluye datos de Copa de Suecia Femenina (2009-14), Women's FA Cup (2015-19), Copa de fútbol femenino de Alemania (2019-20) y Supercopa de España (2021). (2) Incluye datos de Liga de Campeones Femenina de la UEFA (2003-act.)]. (3) No incluye goles en partidos amistosos. |               |               |       |       |        |                     |                     |                     |                          |                          |                          |       |       |        |                    |

### Selección
Actualizado al último partido jugado el 12 de abril de 2022.
| Selecciones | Año   | Otros Oficiales(4) | Otros Oficiales(4) | Otros Oficiales(4) | Mundial | Mundial | Mundial | Amistosos (5) | Amistosos (5) | Amistosos (5) | Total | Total   | Total  | Media goleadora |
| Selecciones | Año   | Part.              | Goles              | Asist.             | Part.   | Goles   | Asist.  | Part.         | Goles         | Asist.        | Part. | Goles   | Asist. | Media goleadora |
| --- | ----- | ------------------ | ------------------ | ------------------ | ------- | ------- | ------- | ------------- | ------------- | ------------- | ----- | ------- | ------ | --------------- |
| Sub-17 | 2000  |                    |                    |                    |         |         |         | 5+            | 5             |               | 5+    | 5       |        | 1.00            |
| Sub-17 | Total |                    |                    |                    |         |         |         |               |               |               | 6     |         |        |                 |
| Sub-19 | 2001  |                    |                    |                    |         |         |         | 2+            | 2             |               | 2+    | 2       |        | 1.00            |
| Sub-19 | 2002  | 3                  | 2                  |                    |         |         |         | 1+            | 0             |               | 4+    | 2       |        | 0.50            |
| Sub-19 | Total | 3                  | 2                  |                    |         |         |         | 4             | 2             |               | 7     | 4       |        | 0.86            |
| Sub-21 |       |                    |                    |                    |         |         |         |               |               |               |       |         |        |                 |
| 2002 |       |                    |                    |                    |         |         | 4       | 8             |               | 4             | 8     |         | 2.00   |                 |
| 2003 |       |                    |                    |                    |         |         | 5       | 5             |               | 5             | 5     |         | 1.00   |                 |
| 2004 |       |                    |                    |                    |         |         | 3       | 5             |               | 3             | 5     |         | 1.67   |                 |
| Total |       |                    |                    |                    |         |         |         | 12            | 18            |               | 12    | 18      |        | 1.50            |
| Abs | 2002  |                    |                    |                    |         |         |         | 2             | 0             |               | 2     | 0       |        | 0               |
| Abs | 2003  |                    |                    |                    |         |         |         | 2             | 1             |               | 2     | 1       |        | 0.50            |
| Abs | 2004  | 1                  | 1                  |                    |         |         |         | 2             | 3-7           |               | 3     | 4-8     |        |                 |
| Abs | 2005  | 4                  | 4                  |                    | 1       | 2       |         | 4             | 4             |               | 9     | 10      |        | 1.11            |
| Abs | 2006  |                    |                    |                    |         |         |         | 4             | 7             |               | 4     | 7       |        | 1.75            |
| Abs | 2007  | 2                  | 3                  |                    | 3       | 4       |         | 1             | 1             |               | 6     | 8       |        | 1.33            |
| Abs | 2008  | 8                  | 5                  |                    |         |         |         | 5             | 2             |               | 13    | 7       |        | 0.54            |
| Abs | 2009  | 4                  | 4                  |                    | 3       | 2       |         | 7             | 6-7           |               | 14    | 12-13   |        |                 |
| Abs | 2010  |                    |                    |                    | 6       | 3       |         | 4             | 8             |               | 10    | 11      |        | 1.10            |
| Abs | 2011  |                    |                    |                    | 6       | 6       |         | 10            | 11            |               | 16    | 17      |        | 1.06            |
| Abs | 2012  | 4                  | 5                  |                    |         |         |         | 8             | 10            |               | 12    | 15      |        | 1.25            |
| Abs | 2013  |                    |                    |                    | 1       | 0       |         |               |               |               | 1     | 0       |        | 0               |
| Abs | 2014  |                    |                    |                    | 7       | 1       |         | 4             | 4             |               | 11    | 5       |        | 0.45            |
| Abs | 2015  | 3                  | 0                  |                    | 4       | 8       |         | 5             | 10            |               | 12    | 18      |        | 1.50            |
| Abs | 2016  | 13                 | 12                 |                    |         |         |         | 3             | 0             |               | 16    | 12      |        | 0.75            |
| Abs | 2017  | 4                  | 5                  |                    | 2       | 0       |         | 8             | 2             |               | 14    | 7       |        | 0.50            |
| Abs | 2018  |                    |                    |                    | 5       | 2       |         | 3             | 2             |               | 8     | 4       |        | 0.50            |
| Abs | 2019  | 3                  | 1                  |                    | 7       | 6       |         | 6             | 6             |               | 16    | 13      |        | 0.81            |
| Abs | 2020  |                    |                    |                    |         |         |         | 1             | 0             |               | 1     | 0       |        | 0               |
| Abs | 2021  | 5                  | 4                  |                    | 4       | 1       |         | 2             | 0             |               | 11    | 5       |        | 0.45            |
| Abs | 2022  |                    |                    |                    | 1       | 1       |         | 1             | 1             |               | 2     | 2       |        | 1.00            |
| Abs | Total | 51                 | 42                 |                    | 50      | 36      |         | 82            | 79-84         |               | 183   | 159-164 |        | ~0.89           |
| (4) Se incluyen Eurocopas y Juegos Olímpicos. No incluye Algarve Cup o Copa de las Naciones. (5)Hay dos amistosos en los que es sustituida y no se pueden computar los goles por no saber si se marcaron antes o después de su sustitución |       |                    |                    |                    |         |         |         |               |               |               |       |         |        |                 |

### Participaciones en Copas del Mundo
| Mundial         | Sede           | Resultado        | Partidos | Goles |
| --------------- | -------------- | ---------------- | -------- | ----- |
| Mundial de 2003 | Estados Unidos | Subcampeona      | 0        | 0     |
| Mundial de 2007 | China          | Primera fase     | 3        | 0     |
| Mundial de 2011 | Alemania       | Tercer puesto    | 6        | 0     |
| Mundial de 2015 | Canadá         | Octavos de final | 4        | 0     |
| Mundial de 2019 | Francia        | Tercer puesto    | 7        | 0     |

### Participaciones en Juegos Olímpicos
| Mundial      | Sede        | Resultado        | Partidos | Goles |
| ------------ | ----------- | ---------------- | -------- | ----- |
| Atenas 2004  | Grecia      | Cuarto puesto    | 0        | 0     |
| Pekín 2008   | China       | Cuartos de final | 4        | 0     |
| Londres 2012 | Reino Unido | Cuartos de final | 4        | 0     |
| Río 2016     | Brasil      | Medalla de plata | 6        | 0     |
| Tokio 2020   | Japón       | Medalla de plata | 5        | 0     |

### Participaciones en Eurocopas
| Copa                   | Sede         | Resultado        | Partidos | Goles |
| ---------------------- | ------------ | ---------------- | -------- | ----- |
| Eurocopa Femenina 2005 | Inglaterra   | Semifinal        | 4        | 0     |
| Eurocopa Femenina 2009 | Finlandia    | Cuartos de final | 4        | 0     |
| Eurocopa Femenina 2013 | Suecia       | Semifinal        | 0        | 0     |
| Eurocopa Femenina 2017 | Países Bajos | Cuartos de final | 4        | 0     |

## Palmarés

### Títulos nacionales
| Título              | Equipo             | Sede       | Año     |
| ------------------- | ------------------ | ---------- | ------- |
| Copa de Suecia      | Linköpings         | Suecia     | 2006    |
| Copa de Suecia      | Linköpings         | Suecia     | 2008    |
| FA Cup              | Chelsea            | Inglaterra | 2014-15 |
| Super League        | Chelsea            | Inglaterra | 2015    |
| Spring Series       | Chelsea            | Inglaterra | 2017    |
| FA Cup              | Chelsea            | Inglaterra | 2017-18 |
| Super League        | Chelsea            | Inglaterra | 2017-18 |
| Bundesliga          | Wolfsburgo         | Alemania   | 2019-20 |
| Copa de Alemania    | Wolfsburgo         | Alemania   | 2019-20 |
| Supercopa de España | Atlético de Madrid | España     | 2021    |

### Títulos internacionales
| Título                     | Equipo | Sede           | Año  |
| -------------------------- | ------ | -------------- | ---- |
| Copa Mundial               | Suecia | Estados Unidos | 2003 |
| Copa Mundial               | Suecia | Alemania       | 2011 |
| Juegos Olímpicos de Verano | Suecia | Río de Janeiro | 2016 |
| Copa Mundial               | Suecia | Francia        | 2019 |
| Juegos Olímpicos de Verano | Suecia | Tokio          | 2020 |

(*) Incluyendo la Selección

### Distinciones individuales
| Distinción                                           | Año                                      |
| ---------------------------------------------------- | ---------------------------------------- |
| Equipo del Año FIFPro                                | 2017                                     |
| Nominada al Premio The Best a Mejor Portera          | 2019, 2020, 2021                         |
| Nominada al Equipo del Año FIFPro                    | 2020                                     |
| Nominada a mejor jugadora mundial del año por la BBC | 2017                                     |
| Diamantbollen                                        | 2015, 2016                               |
| Mejor portera de Suecia                              | 2004, 2005, 2009, 2014, 2015, 2016, 2017 |
| Portera menos goleada de la WSL                      | 2015                                     |
| Equipo ideal de la liga inglesa por la PFA           | 2015                                     |

## Vida privada
Lindahl tiene dos hijos con su esposa, nacidos en 2014 y 2017. Padece vitiligo, una enfermedad autoinmune que se caracteriza por la aparición de áreas despigmentadas bien delimitadas de la piel debido a la falta de función y pérdida de los melanocitos.  
Es cofundadora junto a Daniela Porcelli de The One Goal, una ONG que se dedica a vender merchandising de fútbol femenino y recaudar fondos para actividades que usan el deporte para impulsar el desarrollo de las comunidades.
En 2020 declaró que había sufrido amenazas de muerte durante el transcurso del Mundial de 2019 por parte de una persona que había perdido dinero debido a las apuestas deportivas.